# Juruá (kommun i Brasilien)
Juruá är en kommun i Brasilien.   Den ligger i delstaten Amazonas, i den nordvästra delen av landet, 2 400 km nordväst om huvudstaden Brasília. Antalet invånare är 10 822.
I omgivningarna runt Juruá växer i huvudsak städsegrön lövskog. Trakten runt Juruá är nära nog obefolkad, med mindre än två invånare per kvadratkilometer.